# Callaeas
Genre
Callaeas est un genre d'oiseaux de la famille des Callaeidae.

## Liste des espèces
Selon la classification de référence du Congrès ornithologique international (version 6.4, 2016) :
- Callaeas cinereus (Gmelin, JF, 1788) †
- Callaeas wilsoni (Bonaparte, 1850)